# 僕もアイツも新郎です。
『僕もアイツも新郎です。』（ぼくもアイツもしんろうです。）は、カンテレ制作により、一部のフジテレビ系で2022年3月14日（13日深夜）に放送されたテレビドラマ。葉山奨之と飯島寛騎のW主演。葉山演じる小学校教師の瀬戸亮介と、飯島演じるレモン農家の相川瑞樹による、ゲイカップルの結婚式当日の様子をオリジナル脚本で描くノンストップハートフルラブコメディ。
本作結婚式の部分の撮影にあたっては、グランドプリンスホテル広島のウェディング専用チャペルをセットとして使用し、また、亮介と瑞樹が再会を果たした相川家のレモン農園での撮影は尾道市のレモン谷で行われていた。

## 放送時間
- 月曜0:30 - 1:29（日曜深夜、JST）

## あらすじ
美しい瀬戸内海に臨む結婚式場で、新郎の瀬戸亮介と同じくタキシード姿の新郎の相川瑞樹のゲイカップルがそれぞれの両親・家族や職場の同僚、元恋人や幼馴染を招待して、結婚式を挙げようとしていた。二人は参列者から祝福を受け、幸せになれるのか。波乱の結婚式が幕を開ける。

## 登場人物
瀬戸亮介（せと りょうすけ）〈27〉
演 - 葉山奨之
小学校教師のゲイ（男性同性愛者）。瑞樹との結婚式の3年前、翌日の小学校の遠足のために浜辺の掃除をしていると、落としたピアスを探している瑞樹と出会ったのが最初。ピアスの贈り主は元カレ、つまり瑞樹はゲイだったが、そんな自分のことを好奇の目で見ない亮介に、瑞樹は好感を抱く。一方の亮介は、高鳴る鼓動の正体にまだ気付いていなかったものの、1年後、瑞樹の実家であるレモン農家で再会し、惹かれ合った二人は交際することになった。ところが、愛の証として結婚式を挙げると決めてもなお、周囲にカミングアウトする覚悟が決まらず、結婚相手を瑞樹の妹の奈々だと思い込んでいる両親にも、なかなか本当のことを言い出せずにいた。
相川瑞樹（あいかわ みずき）〈24〉
演 - 飯島寛騎
亮介と結婚するゲイのレモン農家、7年前に家族にカミングアウト済。浮気の疑い合いで別れた元カレの夏目隼人をはじめ、これまでの恋は全部すっぱい思いでしかなかったと亮介に自白。男同士の結婚に憧れを抱えており、亮介にプロポーズされたことで大喜びしたが、結婚式の直前に亮介から「男と結婚するって、親にまだ言えてない」と衝撃の事実を告げられた。オシャレ好きで、毒舌でありながら真っ直ぐな性格で、献身的一面もある。
瀬戸剛志（せと つよし)〈59〉
演 - 小市慢太郎
亮介の父。役所勤めの厳格な人間。理解のある瑞樹の両親と違い、同性愛など到底認めず亮介がゲイであることを受け入れずに結婚式の中止を主張する。
瀬戸綾子（せと あやこ）〈59〉
演 - 大島雅子
亮介の母。剛志と同じく、亮介の結婚相手を瑞樹の妹の奈々だと思い込んだ。
瀬戸タエ（せと たえ）〈85〉
演 - izz
亮介の祖母。
相川正男（あいかわ まさお）〈51〉
演 - 森下じんせい
瑞樹の父。瑞樹がゲイであることをきちんと理解している。
相川明美（あいかわ あけみ）〈49〉
演 - 宙本奈々
瑞樹の母。正男と同様、瑞樹がゲイであることをきちんと理解している。
相川奈々（あいかわ なな）〈22〉
演 - 川又あん奈（STU48）
瑞樹の妹。最初、ひょんなことから亮介の両親から彼の結婚相手だと誤解される。
中野瑠璃（なかの るり）〈27〉
演 - 金澤美穂
亮介の幼なじみ。亮介と瑞樹の結婚式に参列する。
八島宏樹（やじま ひろき）〈31〉
演 - 永野宗典
ウェディングプランナー。亮介と瑞樹の結婚式を担当する。本番直前の亮介の告白に、顔面蒼白となる。
夏目隼人（なつめ はやと）〈24〉
演 - 小笠原海（超特急）
瑞樹の元カレ。亮介と瑞樹の結婚式に参列する。

## スタッフ
- 脚本 - 中村允俊
- 音楽 - 秋田兼幸
- 主題歌 - osage「ワンフレーズ」(murffin Lab./murffin discs)
- 演出 - 田中耕司
- プロデューサー - 萩原崇（カンテレ）
- 製作・著作 - カンテレ

## 受賞歴
- 2022年日本民間放送連盟賞 テレビドラマ種目 優秀賞[2]